# 53. Reserve-Division (3. Königlich Sächsische)
Die 53. Reserve-Division (3. Königlich Sächsische) war ein Großverband der Sächsischen Armee im Ersten Weltkrieg.

## Gliederung

### Kriegsgliederung 1914
- 105. Reserve-Infanterie-Brigade
  - Reserve Infanterie-Regiment Nr. 241
  - Reserve-Infanterie-Regiment Nr. 242
- 106. Reserve-Infanterie-Brigade
  - Reserve-Infanterie-Regiment Nr. 243
  - Reserve-Infanterie-Regiment Nr. 244
- Reserve-Kavallerie-Abteilung Nr. 53
- Reserve-Feld-Artillerie-Regiment Nr. 53
- Reserve-Pionier-Kompanie Nr. 53

### Kriegsgliederung vom 7. April 1918
- 105. Reserve-Infanterie-Brigade
  - Reserve-Infanterie-Regiment Nr. 241
  - Reserve-Infanterie-Regiment Nr. 242
  - Reserve-Infanterie-Regiment Nr. 243
  - Reserve-Kavallerie-Abteilung Nr. 53
- Artillerie-Kommandeur Nr. 155
  - Reserve-Feldartillerie-Regiment Nr. 32
  - IV. Bataillon/Reserve-Fußartillerie-Regiment Nr. 24
- Pionier-Bataillon Nr. 353
- Divisions-Nachrichten-Kommandeur Nr. 453

## Gefechtskalender
Die Division wurde im Rahmen der Mobilmachung zu Beginn des Ersten Weltkriegs gebildet und sowohl an der West- und Ostfront eingesetzt.

### 1914
- 18. Oktober bis 30. November --- Schlacht um Ypern, Kämpfe bei Zonnebeke
- 1. Dezember bis 21. April --- Stellungskämpfe an der Yser

### 1915
- 22. April bis 25. Mai --- Kämpfe um Ypern
- 26. Mai bis 17. September --- Stellungskämpfe an der Yser
- 17. September bis 1. Oktober --- Reserve der OHL bei der 4. Armee
- 3. bis 28. Oktober --- Herbstschlacht in der Champagne
- 28. Oktober bis 31. März --- Reserve der OHL

### 1916
- 31. März bis 23. Juni --- Stellungskämpfe in Flandern und Artois
- 24. Juni bis 7. Juli --- Erkundigungs- und Demonstrationsgefechte der 6. Armee
- 7. Juli bis 30. August --- Stellungskämpfe in Flandern und Artois
- 1. bis 15. September --- Schlacht an der Somme
- 22. September bis 9. Oktober --- Stellungskämpfe im Artois
- 10. Oktober bis 12. November --- Stellungskämpfe in der Champagne
- 12. bis 23. November --- Reserve der OHL und Transport nach dem Osten
- 23. November bis 20. Juli --- Stellungskämpfe an der Narajowka, zwischen Narajowka und Zlota-Lipa und an der Ceniowka

### 1917
- 21. bis 30. Juli --- Verfolgungskämpfe in Ostgalizien
- 30. bis 31. Juli --- Bilki-Bach, Erstürmung von Niwar und Zalesie
- 31. Juli bis 2. August --- Kämpfe um den Zbrucz
- 3. August bis 30. November --- Stellungskämpfe am Zbrucz
- 30. November bis 17. Dezember --- Reserve der OHL und Transport nach dem Westen
- 18. Dezember bis 24. Januar --- Grenzschutz an der belgisch-holländischen Grenze

### 1918
- 25. Januar bis 15. Februar --- Stellungskämpfe in Flandern
- 22. Februar bis 20. März --- Stellungskämpfe im Artois und Aufmarsch zur Großen Schlacht in Frankreich
- 21. März bis 6. April --- Große Schlacht in Frankreich
- 7. bis 12. April --- Kämpfe an der Ancre, Somme und Avre
- 16. April bis 13. Juni --- Stellungskämpfe vor Verdun
- 14. Juni bis 4. Juli --- Stellungskämpfe zwischen Oise, Aisne und Marne
- 5. bis 17. Juli --- Stellungskämpfe westlich Soissons
- 18. bis 25. Juli --- Abwehrschlacht zwischen Soissons und Reims
- 26. Juli bis 3. August --- Bewegliche Abwehrschlacht zwischen Marne und Vesle
- 4. bis 16. August --- Stellungskämpfe zwischen Oise und Aisne
- 17. August bis 4. September --- Abwehrschlacht zwischen Oise und Aisne
- 18. September --- Auflösung der Division

## Kommandeure
| Dienstgrad      | Name              | Datum                                |
| --------------- | ----------------- | ------------------------------------ |
| Generalleutnant | Hans von Watzdorf | 10. September 1914 bis 30. Juni 1915 |
| Generalleutnant | Max Leuthold      | 1. Juli 1915 bis 23. Juni 1918       |
| Generalmajor    | Georg Frotscher   | 24. Juni bis September 1918          |